# Приходько Андрій Григорович
Андрій Григорович Приходько (нар. 2 листопада 1905, місто Городня, тепер Чернігівської області — ?) — радянський діяч, секретар Вінницького та Тарнопільського (Тернопільського) обласних комітетів КП(б)У. Депутат Тарнопільської обласної ради депутатів трудящих 1-го скликання.

## Біографія
Народився в родині робітника-пекаря. Після смерті батька, з п'ятнадцятирічного віку розпочав трудову діяльність. У 1922 році вступив до комсомолу, перебував на відповідальній комсомольській роботі.
У 1925—1930 роках — студент Дніпропетровського інституту народної освіти. Потім навчався в аспірантурі державного університету.
Член ВКП(б).
Працював завідувачем кафедри політекономії та виконував обов'язки доцента в Дніпропетровському державному університеті. Був на відповідальній роботі в Дніпропетровському обласному комітеті КП(б)У. До лютого 1939 року — завідувач культосвітнього відділу Дніпропетровського обласного комітету КП(б)У.
З лютого по листопад 1939 року — секретар Вінницького обласного комітету КП(б)У з пропаганди.
27 листопада 1939 — липень 1941 року — секретар Тарнопільського обласного комітету КП(б)У з пропаганди.
З липня 1941 року — в Червоній армії, учасник німецько-радянської війни. Служив на політичній роботі в штабі 38-ї армії. У 1942 році був важко поранений, лікувався у військовому госпіталі та 1-й клінічній лікарні Москви.
До грудня 1946 року — завідувач сектору Управління  з пропаганди і агітації ЦК КП(б)У.
У грудні 1946 — листопаді (затв.) 1949 року — секретар Тернопільського обласного комітету КП(б)У з пропаганди і агітації.
З листопада 1949 року — слухач курсів перепідготовки викладачів вищих навчальних закладів при Академії суспільних наук при ЦК ВКП(б) у Москві.
Подальша доля невідома.
На 1985 рік — персональний пенсіонер.

## Звання
- батальйонний комісар
- старший лейтенант
- майор
- підполковник

## Нагороди та відзнаки
- орден Вітчизняної війни ІІ ст. (6.11.1985)
- орден «Знак Пошани» (23.01.1948)
- медаль «За перемогу над Німеччиною у Великій Вітчизняній війні 1941—1945 рр.»
- медалі